# Commerce Square
Commerce Square est un ensemble immobilier du centre de Philadelphie. Conçu par l'agence américaine de Ieoh Ming Pei, il est constitué de deux tours jumelles de 174 mètres de hauteur entourant une cour pavée. La première tour a été construite entre 1984 et 1987, et la seconde  entre 1990 et 1992.